# Capriccio (pittura)

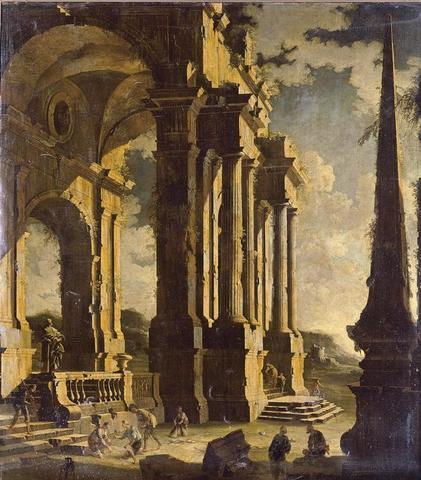
Capriccio con rovine classiche e figure di Leonardo Coccorante

Il capriccio in pittura, secondo la definizione datane da Filippo Baldinucci, è una opera d'arte che nasce da un'improvvisa fantasia dell'autore.

## Storia

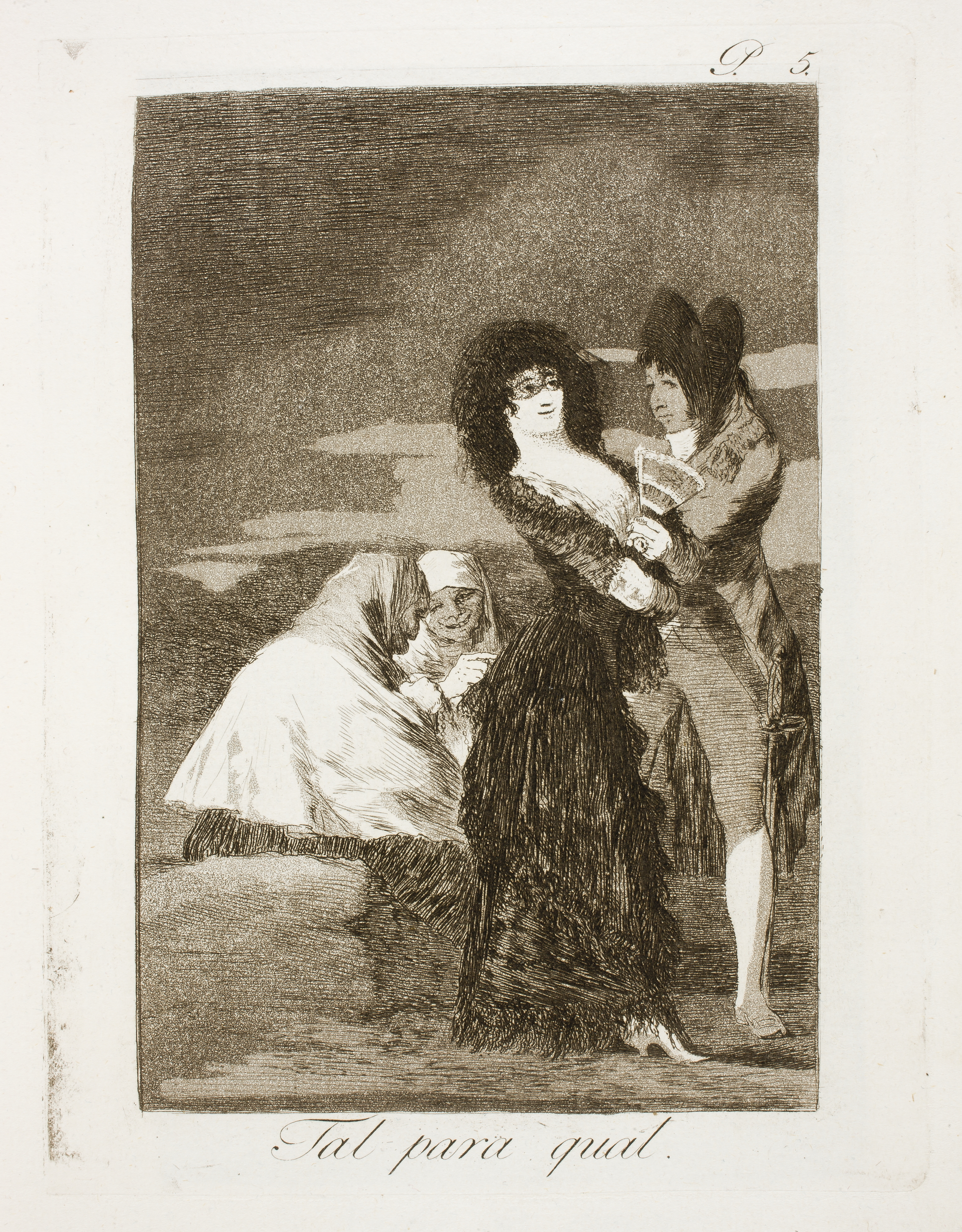
F.Goya: Capricho No. 5: Tal para cual (L'uno vale l'altro)

Il capriccio è in pittura vede i suoi inizi nel Rinascimento e continuato nel Barocco, più che come un genere autonomo quanto come complemento ancillare ai paesaggi, o particolare della scena cui era immerso il soggetto principale del dipinto: venivano combinati insieme in modo talvolta bizzarro elementi come edifici, rovine archeologiche e altri elementi architettonici. Questi particolari potevano essere anche animatai da figure di persone ma senza che comunquee ne divenissero il soggetto principale. Il capriccio rientra nella categoria più generale della pittura paesaggistica.
Il capriccio o "veduta ideata" si configura come un genere vero e proprio nella pittura veneziana, bolognese e romana tra la fine del Seicento e l'inizio del Settecento, contemporaneamente all'affermarsi del vedutismo propriamente detto. Si manifestava come l'arte di comporre paesaggi e vedute come soggetti ormai autonomi con una  libera combinazione di elementi architettonici reali o fantastici, di rovine dell'antichità rielaborate, di figure e macchiette, secondo una varietà di declinazioni che vanno dal grottesco al visionario, dal pittoresco all'elegìaco.

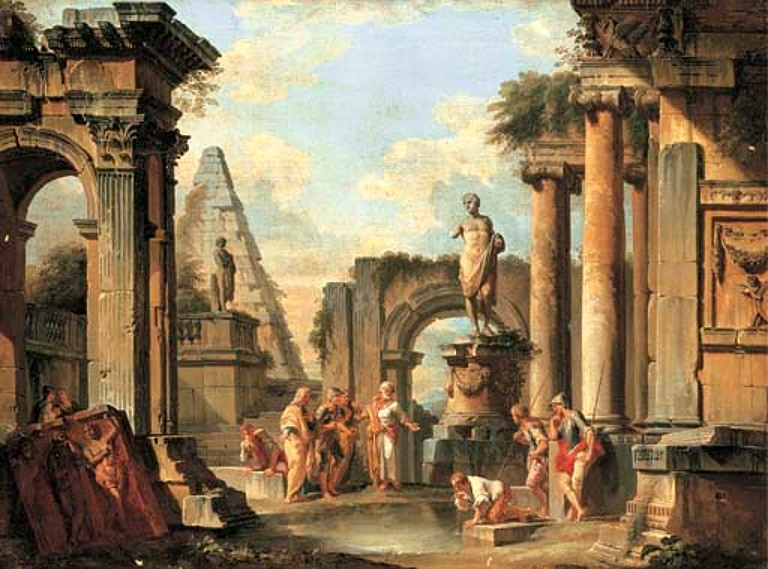
Giovanni Paolo Panini, Un capriccio di rovine classiche con Diogene che getta via la sua coppa (1730 circa)

Soltanto nella grafica le opere vennero denominate dagli stessi autori come capricci, in questo caso incentrati sulle rappresentazioni fantastiche delle azioni dei personaggi. A partire dalla serie dei Capricci di varie figure di Jacques Callot fra i più celebri autori di  possono essere citati Giovan Battista Tiepolo, con i suoi Varj capricci e Scherzi di fantasia, oppure Francisco Goya con la sua serie di 80 Caprichos.